# Struga (dopływ Pilicy I)
Struga – struga, lewy dopływ Pilicy.
Struga jest dopływem Pilicy, biorącym początek w okolicach wsi Wola Malowana w gminie Kodrąb. Początkowo kieruje się na wschód a po minięciu miejscowości Przydatki zmienia kierunek na południowo-wschodni. Utrzymując ten kierunek tworzy naturalną granicę pomiędzy gminami Kobiele Wielkie i Wielgomłyny, przepływając pomiędzy miejscowościami Wola Rożkowa i Karczów. Następnie płynie przez wieś Wielgomłyny, w której przyjmuje swój lewy dopływ Biestrzykówkę, ponownie zmienia kierunek na wschodni i dociera do miejscowości Rudka. Po około jednym kilometrze wpada do Pilicy. Całkowita długość strugi wynosi 18,55 km..